# Vošče
Vošče so naselje v Občini Radovljica.
- Grofov bajer